# مقاطعة مانة وسملقان
مقاطعة مانة وسملقان (بالفارسية: شهرستان مانه و سملقان) هي إحدى مقاطعات محافظة خراسان الشمالية في إيران. كان عدد سكان المقاطعة سنة 2006 حوالي 91,884 نسمة.